# Leptopelis uluguruensis
Leptopelis uluguruensis är en groddjursart som beskrevs av Barbour och Arthur Loveridge 1928. Leptopelis uluguruensis ingår i släktet Leptopelis och familjen Arthroleptidae. IUCN kategoriserar arten globalt som sårbar. Inga underarter finns listade i Catalogue of Life.